# Il giocatore (opera)
Il giocatore (in russo Игрок — Igrok) è un'opera lirica di Sergej Sergeevič Prokof'ev scritta fra il 1915 e il 1916 e basata sull'omonimo romanzo di Fëdor Dostoevskij.

## Storia
Quando nel 1914 Prokof'ev giunse a Londra e incontrò per la prima volta Sergej Djagilev, manifestò all'impresario il desiderio di scrivere un'opera tratta da Il giocatore di Dostoevskij, romanzo che egli conosceva bene; quando il creatore dei Balletti russi gli disse che l'opera lirica era ormai obsoleta e che ci si doveva rivolgere ad altro tipo di rappresentazioni, Prokof'ev si dedicò alla stesura di un balletto, Ala e Lolly, che, dopo il rifiuto di Djagilev, trasformò in una suite orchestrale.
L'anno seguente, proprio mentre stava scrivendo la Suite scita, il musicista accettò il suggerimento di Albert Coates, direttore del Teatro Marinskij, per scrivere una nuova opera che sarebbe stata messa in cartellone nella stagione successiva. Prokof'ev decise allora di rileggere Il giocatore e ne trasse un libretto. All'inizio dell'autunno iniziò a comporre la musica in versione per voce e pianoforte impiegando poco più di cinque mesi per terminarla, inizialmente a San Pietroburgo poi in Finlandia, a Kuokkola, a casa di un amico; dall'aprile del 1916 alla fine dell'estate Prokof'ev completò anche l'orchestrazione.
Coates, deciso a rinnovare il repertorio del Marinskij, riuscì a far approvare, con l'appoggio del regista Mejerchol'd, un nuovo cartellone per il 1917. L'opera di Prokof'ev sembrava essere stata scritta apposta con le sue innovazioni e con un linguaggio "ultramoderno" che il musicista aveva introdotto, forte dell'interesse acceso dalla Suite scita, andata in prima esecuzione il 16 gennaio 1916.
Quando però nel mese di gennaio il teatro iniziò le prove, alcuni membri della Commissione del Teatro, tra cui Glazunov, contrari a Prokof'ev, sobillarono gli orchestrali a ribellarsi per la difficoltà della partitura, ottenendo in tal modo un rinvio della prima. I moti del febbraio 1917, con tutte le implicazioni anche in campo artistico, fecero sì che l'opera venisse annullata. Dopo essersi trasferito a Kislovodsk nel Caucaso per un breve periodo, Prokof'ev lasciò la Russia nel 1918 per raggiungere gli Stati Uniti. In seguito, durante una delle sue tournée in Europa, incontrò nel 1926 Meyerchold a Parigi e progettò con lui di riprendere Il giocatore e metterlo in scena a Mosca. Rientrando in Russia per due mesi nell'estate del 1927, il musicista ritrovò lo spartito della sua opera e vi apportò delle modifiche, soprattutto nelle parti vocali e nell'orchestrazione. La nuova versione fu comunque osteggiata dall'Associazione Russa dei Musicisti Proletari per il suo "modernismo" e non venne accettata. Invitato per alcuni concerti in Europa, Prokof'ev lasciò ancora la Russia e riuscì a far rappresentare la sua opera in versione francese (Le joueur) a Bruxelles al Théâtre Royal de la Monnaie il 29 aprile 1929. L'opera, stampata, secondo la prima stesura, a Pietroburgo nel 1917, venne poi pubblicata nella seconda versione dalle Édition russe de Musique a Parigi nel 1930.
In Unione Sovietica Il giocatore subì l'ostilità del regime per parecchio tempo e la prima esecuzione, ma solo in forma orchestrale, avvenne dieci anni dopo la morte del compositore, nel 1963 a Mosca con la direzione di Gennadij Roždestvenskij.

## Trama
L'opera è divisa in quattro atti. La scena si svolge in una località immaginaria, Roulettenburg, città termale europea, nel 1858.
Atto primo. Nel giardino del Grand Hotel Alexei, il giovane precettore della famiglia del Generale, giocatore incallito e pieno di debiti, incontra Polina di cui è innamorato. La ragazza, che è figliastra del Generale, aveva affidato ad Alexei alcuni gioelli da impegnare e lo aveva incaricato di giocare i soldi ricavati poiché voleva in tal modo saldare un debito contratto con il Marchese. Il giovane confessa a Polina di aver perso tutto al tavolo di gioco. Intanto giunge il Generale con Blanche, giovane avventuriera di cui è innamorato, insieme al Marchese e a un ricco inglese, Mr. Astley. Per poter appianare i suoi debiti e sposare Blanche, il Generale spera nella morte di "Babulenka", sua zia e nonna di Polina, e di ereditarne l'ingente patrimonio. Alexei dichiara il proprio amore a Polina, ma la giovane, che era stata amante del Marchese, lo ignora e quindi lo sfida a deridere pubblicamente la moglie del Barone per dimostrarle il suo amore; Alexei la asseconda suscitando così l'ira dell'uomo.
Atto secondo. Indignato per il comportamento di Alexei, il Generale lo licenzia non volendo al tempo stesso compromettere i rapporti con il ricco Barone. Inaspettatamente giunge al Grand Hotel "Babulenka" con bagagli e servitori; resasi conto della situazione, dichiara di essere guarita, disereda il Generale e si reca al tavolo da gioco.
Atto terzo. Al Casinò il Generale è sconvolto: la zia sta perdendo una fortuna alla roulette. Quando giunge Alexei il Generale e il Marchese chiedono il suo aiuto per bloccare l'anziana donna. Alexei si rifiuta. Dopo aver perso tutto il denaro, "Babulenka" riparte per Mosca chiedendo, invano, alla nipote Polina di seguirla. Nel frattempo Blanche, avendo capito che il Generale rimarrà senza un soldo, se ne va col principe Nilsky, altro suo pretendente.
Atto quarto. Polina si mostra inquieta poiché ha saputo che il Marchese vuole riprendersi con ogni mezzo il denaro che il Generale gli deve, lasciandole una somma come pagamento dei suoi favori. Offesa, la giovane si confida con Alexei che, indignato, le promette di vendicarla.

Alexei in preda a una febbrile frenesia è al tavolo da gioco e vince facendo saltare il banco. Esausto, il giovane porta il denaro a Polina; lei però rifiuta e chiede al giovane se il suo amore sia vero o se egli sia interessato solo al denaro, quindi si allontana disperata. Alexei rimane solo col ricordo ossessivo del suo successo al tavolo da gioco.

## Organico orchestrale
Ottavino, due flauti, due oboi, corno inglese, due clarinetti, clarinetto basso, due fagotti, controfagotto, quattro corni, tre trombe, tre tromboni, basso tuba, timpani, piatti, grancassa, tamburo militare, triangolo, due arpe, pianoforte, archi.

## Analisi
Se si esclude l'atto unico Maddalena del 1911, Il giocatore è la prima opera lirica importante di Prokof'ev.

Al romanzo di Dostoevskij il musicista era legato da una conoscenza approfondita già dagli anni giovanili, grazie al tono incalzante e conciso della prosa che egli ammirava, e anche dalla passione per il gioco; il compositore era infatti un abile giocatore di bridge e ancor più di scacchi, ai tornei di questo gioco egli aveva partecipato più volte sfidando anche campioni mondiali. Prokof'ev comunque sapeva bene che il gioco d'azzardo aveva un potere di annientamento e autodistruzione sull'essere umano e ne fece il fulcro drammatico della sua nuova opera che si muove sullo scenario di una società cinica e infida, sfatta nelle sue assurde aspirazioni. L'attrazione per il gioco è però anche un mezzo per far venire allo scoperto quelle che sono le vere passioni e i sentimenti autentici, visti come un vano tentativo di riscatto.
In accordo con Mejerchol'd, il musicista voleva reagire contro quelle convenzioni drammaturgiche della lirica che erano ormai fossilizzate; come innovazione, per dare vita e movimento alla scena, scelse di non usare più un testo in versi, ma in prosa. "Considero che l'abitudine di scrivere opere su testo rimato poggi su una assurda convinzione... La prosa di Dostoevskij possiede più rilievo e convinzione di ogni versificazione" così scriveva lo stesso Prokof'ev. Utilizzando un linguaggio parlato conferiva una musicalità nuova al suo lavoro. Dal romanzo di Dostoevskij nel suo libretto Prokof'ev, tralasciando ogni riflessione psicologica o digressione, inserisce solo i dialoghi che sono sempre agili, adattabili con facilità al canto. Ne Il giocatore non vi sono più le tradizionali alternanze di arie, duetti, terzetti, cori, ma solo la voce dei personaggi, in stile declamato, che cantano sempre singolarmente, senza mai sovrapporsi. In tal modo il compositore riuscì anche a tradurre con grande fedeltà in musica i particolari accenti della lingua russa.

Ogni personaggio è studiato con grande attenzione ed è caratterizzato musicalmente con brevi formule melodiche, una sorta di leitmotiv che sottolinea anche situazioni o cose, dal "tema della pallina della roulette", al "tema di Alexei", a quello di "Babulenka" dalle sfumature prettamente russe. Proprio la roulette ha una sua importante connotazione orchestrale, caratterizzata da aspetti dissonanti come a sottolineare l'aspetto subdolo e stridente del gioco; il "tema della pallina" è una geniale trovata del musicista che rende alla perfezione il movimento circolare fino alla sua fermata con una sonorità quasi da scherno.

Lo stile musicale è tipico di Prokof'ev : martellante, duro, ispido come quello già presente nei primi due Concerti per pianoforte, stile un po' smodato, "sopra le righe", come era del resto il carattere del compositore soprattutto negli anni giovanili. La partitura orchestrale nella prima versione del 1916 era eccessiva e ridondante, risultando non propriamente adeguata; nella revisione del 1927 con lo snellimento della parte sinfonica ottenne un'opera più agile ed essenziale; lavorando anche sulle parti vocali, forte dell'esperienza acquisita con la realizzazione de L'angelo di fuoco, Prokof'ev riuscì a rendere più uniformemente melodiose e ariose anche le parti declamate.